# Плаването на „Разсъмване“
Плаването на „Разсъмване“ (на английски: The Voyage of the Dawn Treader) е фентъзи-роман за деца от Клайв С. Луис. Книгата е издадена през 1952 г., което я прави третата издадена книга от „Хрониките на Нарния“. Въпреки това, в хронологията на действието романът се подрежда на пето място.

## Сюжет
Внимание:  Текстът по-долу разкрива сюжета на произведението (или части от него)!
Двете по-малки деца от по-ранните романи от „Хрониките на Нарния“ – Луси и Едмънд, са изпратени по време на ваканцията в къщата на своя братовчед Юстас Скруб. По стечение на обстоятелствата трите деца биват прехвърлени в света на Нарния през картина, висяща в къщата на техния братовчед. Луси, Едмънд и Юстас попадат в морето на неголямо разстояние от кораба „Разсъмване“ (който е изобразен и на картината, през която преминават). Трите деца биват извадени от морето и качени на палубата на „Разсъмване“.
Оказва се, че са попаднали на кораба, с който пътува крал Каспиан Десети и че именно той ги е спасил в морето. Децата разбират че Каспиан е тръгнал на морско пътешествие, за да открие седем благородници, които някога са били верни на неговия баща, но са били прогонени от Нарния. Луси и Едмънд, които при предишното си идване в Нарния (в романа „Принц Каспиан“) помагат на Каспиан да си върне трона на Нарния, с радост се съгласяват да се включат в приключението. Юстас не желае да участва в пътешествието, но тъй като няма как да се върне в своя свят, той също продължава да плава на „Разсъмване“.